# ACH Volley
Odbojkarski klub ACH Volley Ljubljana je profesionalni moški odbojkarski klub, ki ima sedež v dvorani Tivoli v Ljubljani. Je najuspešnejši slovenski odbojkarski klub vseh časov. ACH Volley Ljubljana nastopa v slovenskem državnem prvenstvu, pokalu Slovenije, v srednjeevropski ligi MEVZA in evropski ligi prvakov.  

## Zgodovina kluba
Začetki odbojke povezani s klubom segajo na Bled v leto 1970. Tega leta je bil ustanovljen Odbojkarski klub Bled iz tedanje sekcije pri ŠD Ribno v okviru TVD Partizan. V prvih letih je delovala samo moška ekipa, ki je zelo hitro napredovala, v sezoni 1975/76 pa je OK Bled ustanovil tudi žensko ekipo.

## Ekipa sezone 2024/25
| Št. dresa | Ime igralca      | Igralni položaj | Državljanstvo |
| --------- | ---------------- | --------------- | ------------- |
| 1         | Amir Golzadeh    | korektor        |               |
| 3         | Jošt Kržič       | bloker          | Slovenija     |
| 5         | Alen Šket        | korektor        | Slovenija     |
| 6         | Nejc Najdič      | podajalec       | Slovenija     |
| 8         | Luka Marovt      | sprejemalec     | Slovenija     |
| 9         | Klemen Šen       | sprejemalec     | Slovenija     |
| 10        | Janž Janez Kržič | bloker          | Slovenija     |
| 13        | Jani Kovačič     | libero          | Slovenija     |
| 14        | Sašo Štalekar    | bloker          | Slovenija     |
| 16        | Jan Pokeršnik    | sprejemalec     | Slovenija     |
| 17        | Matic Videčnik   | bloker          | Slovenija     |
| 18        | Matej Kök        | sprejemalec     | Slovenija     |
| 19        | Nejc Kožar       | podajalec       | Slovenija     |
| 99        | Žiga Kumer       | libero          | Slovenija     |

ACH Volley Ljubljana
Glavni trener: Matjaž Hafner ( Slovenija)
Pomočnik trenerja: Rok Satler (Slovenija)

Statistik: Mitja Torkar ( Slovenija)

Fizioterapevt: Jure Ivartnik ( Slovenija)

Zdravnik: dr. Jan Planinc ( Slovenija)

Predsednik upravnega odbora kluba: Rasto Oderlap

Podpredsednik upravnega odbora kluba: mag. Aleš Jerala

## Dosežki
- Pokal evropskega pokala Top Teams (sedaj CEV) (1)
  - Zmagovalec : 2006/2007

- MEVZA (13)
  - Zmagovalec : 2006/2007, 2007/2008, 2009/2010, 2010/2011, 2012/2013, 2013/2014, 2015/2016, 2016/2017, 2017/2018, 2018/2019, 2019/2020, 2020/2021, 2021/2022, 2022/2023

- Slovensko državno prvenstvo (16)
  - Zmagovalec :  1999/2000, 2004/2005, 2005/2006, 2006/2007, 2007/2008, 2008/2009, 2009/2010, 2010/2011, 2011/2012, 2012/2013, 2013/2014, 2014/2015, 2015/2016, 2016/2017, 2017/2018, 2018/2019, 2019/2020, 2021/2022, 2022/2023, 2023/2024

- Slovenski odbojkarski pokal (13)
  - Zmagovalec :   2004/2005, 2006/2007, 2007/2008, 2008/2009, 2009/2010, 2010/2011, 2011/2012, 2012/2013, 2014/2015, 2017/2018, 2018/2019, 2019/2020, 2021/2022, 2022/2023

- Evropska Liga prvakov – zaključni turnir 2009/2010